# Tveitøyna
Tveitøyna est une île dans le landskap Sunnhordland du comté de Vestland. Elle appartient administrativement à Lindås.

## Géographie
Rocheuse et couverte d'une légère végétation, elle s'étend sur environ 1,218 km de longueur pour une largeur approximative maximale de 376 m.